# 8 Pułk Dragonów (Imperium Rosyjskie)
8 pułk dragonów (ros. 8-й драгунский Астраханский генерал-фельдмаршала великого князя Николая Николаевича полк) – oddział kawalerii okresu Imperium Rosyjskiego.

## Charakterystyka
Pułk sformowany został w 1811. Stacjonował między innymi w m. Tyraspol.

 W przededniu I wojny światowej pułk etatowo posiadał sześć szwadronów. W stanie bojowym liczył około  850 żołnierzy. Choć zachowywał historyczną nazwę dragonów, nie miało to już związku z jego taktyką działania.

Pułk rozformowany został w 1918.

## Podporządkowanie
Lipiec 1914:
- 8 Korpus Armijny – Odessa[5]
  - 8 Dywizja Kawalerii – Kiszyniów
    - 1 Brygada Kawalerii – Tyraspol
      - 8 pułk dragonów – Tyraspol